# Produce 101

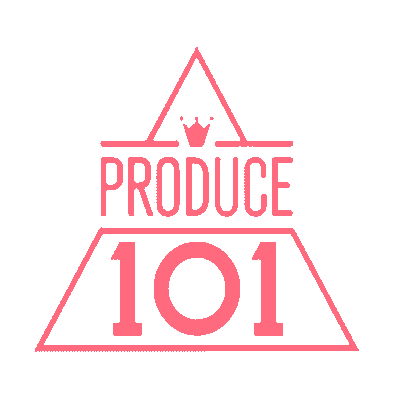
Logo

Produce 101 ist ein Reality-TV-Talentwettbewerb, der vom südkoreanischen Unterhaltungskonzern CJ E&M ins Leben gerufen wurde und auf der Bildung einer K-Pop-Mädchen- oder Jungengruppe basiert. Das Format ist bekannt dafür, dass es keine Jury gibt, sondern das Publikum zur Entscheidungsfindung heranzieht und mit einer sehr großen Anzahl von Wettbewerbern (101) beginnt, die diese Zahl auf die letzten 11 einschränken. Das Franchise begann im Jahr 2016 und hat sich seitdem auf China und Japan ausgeweitet.
Das Franchise hat in Asien eine breite Fangemeinde gefunden. Mehr als 10 Millionen Menschen gaben beim Finale der zweiten Staffel 2017 ihre Stimme ab, was einem Fünftel der südkoreanischen Bevölkerung entspricht. Im Jahr 2018 verzeichneten die acht Folgen von Produce 101 China mehr als 4,3 Milliarden Zugriffe auf Tencent Video.
Nach der Mnet-Untersuchung zur Wahlmanipulation gab Produzent Ahn Joon-young am 14. November 2019 teilweise zu, die Stimmen aller Spielzeiten von Produce 101 während der Befragung durch die Polizei manipuliert zu haben. Er wurde zuvor wegen Bestechungs- und Betrugsvorwürfen in der Franchise verhaftet.

## Versionen

### Südkorea
- Produce 101, mit weiblichen Teilnehmern am 22. Januar 2016 uraufgeführt. Ergebnis war die Girlgroup I.O.I.
- Produce 101 Season 2, mit männlichen Teilnehmern am 7. April 2017 uraufgeführt. Ergebnis war die Boygroup Wanna One.
- Produce 48, mit weiblichen Teilnehmern am 15. Juni 2018 uraufgeführt. Ergebnis war die Girlgroup IZ*ONE.
- Produce X 101, mit männlichen Teilnehmern am 3. Mai 2019 uraufgeführt. Ergebnis war die Boygroup X1.

### China
- Produce 101 China, mit weiblichen Teilnehmern am 21. April 2018 uraufgeführt. Ergebnis war die Girlgroup Rocket Girls 101.
- Produce Camp 2019, mit männlichen Teilnehmern am 6. April 2019 uraufgeführt. Ergebnis war die Boygroup R1SE.
- Produce Camp 2020, mit weiblichen Teilnehmern am 2. Mai 2020 uraufgeführt. Ergebnis war die Girlgroup BonBon Girls 303.
- Produce Camp 2021, mit männlichen Teilnehmern am 7. Februar 2021 uraufgeführt. Ergebnis war die Boygroup INTO1.

### Japan
- Produce 101 Japan, mit männlichen Teilnehmern, am 26. September 2019 uraufgeführt. Es war durch die 47 Präfekturen des Landes anstelle der üblichen Unterhaltungsunternehmen vertreten. Ergebnis war die Boygroup JO1.
- Produce 101 Japan Season 2, am 8. April 2021 uraufgeführt. Ergebnis war die Boygroup INI.